# Кочка, Войцех
Во́йцех Ко́чка (в.-луж. Wójćech Kóčka, пол. Wojciech Kóčka, 13 ноября 1911 года, деревня Воунёв, около Будишина, Лужица, Германия — 18 ноября 1965 года, Познань, Польша) — серболужицкий общественный деятель, польский антрополог и археолог.

## Биография
Родился 13 ноября 1911 года в серболужицкой деревне в окрестностях города Будишин. В 1931 году окончил гуманитарную гимназию в Будишине. Позже несколько месяцев обучался на педагогическом факультете Дрезденского политехнического института. В 1932 году переехал в Польшу, где после окончания курсов Народного университета в этом же году поступил на антропологический факультет Познанского университета. Изучал антропологию в классе профессора Кароля Стояновского, археологию — у профессора Юзефа Костшевского, этнологию и этнографию — в классе профессора Эугениуша Франковского. В 1936 году защитил диссертацию на соискание научной степени магистра философии по теме «Sunow, Konjecy, Ralbicy, Dobrosicy, Wownjow i Chrościcy pod względem antropologicznym». Будучи студентом принимал участие в археологических экспедициях на территории Великой Польши. С 1934 года по 1938 год работал раскопках Бискупина и в 1937—1938 года- — на раскопках в Гнезно. Был главным фотографом экспедиции в Бискупине. Занимался также инвентаризацией городищ лужицкой культуры. Вместе с Здиславом Раевским спроектировал воздушный шар, чтобы фотографировать городища с высоты птичьего полёта, став тем самым основателем польской лётной археологии. За эту деятельность был награждён в 1937 году золотым Крестом Заслуги.
В 1939 году принял польское гражданство. Был назначен на должность директора музея в Грудзёндзе. Из-за начавшейся Второй мировой войны не принял руководство музеем. Во время оккупации Польши скрывался от нацистов в деревне Старе-Място в Подкарпатском воеводстве, откуда происходила его жена. После войны переехал в Лужицу, где некоторое время был секретарём серболужицкой культурно-просветительской организации «Домовина». Участвовал в проекте по созданию независимого государства лужицких сербов. Был кандидатом на пост вице-премьера этого государства. После того как разочаровался в этом проекте пытался возвратиться в Польшу. При незаконном пересечении границы был арестован и отправлен обратно в Будишин, откуда также незаконно перебрался в Чехословакию, где прожил год на нелегальном положении.
В 1947 году возвратился в Польшу, где стал работать научным сотрудником на кафедре антропологии Вроцлавского университета. Был представителем «Домовины» на переговорах с польским премьер-министром Владиславом Гомулкой во время планируемого создания в окрестностях реки Ныса-Лужицкая серболужицких повятов на Возвращённых землях. В мае 1947 года совместно с лужицким демографом Арноштом Черником занимался изучением негативного влияния немецкоязычных беженцев с бывшего востока Третьего рейха на лужицкие языки и культуру серболужицкого народа. Возвратившись к археологическим исследованиям, стал заниматься раскопками в Ополе и во Вроцлаве. В 1948 году защитил во Вроцлаве диссертацию на соискание научной степени доктора наук по теме «Wczesnodziejowa antropologia Słowian». С 1949 года до своей кончины в 1965 году руководил раскопками на территории вроцлавского острова Тумский. В 1954 году стал доцентом Вроцлавского университета и руководителем Археологической станции Института материальной культуры Польской академии наук. В 1955 году стал доцентом при кафедре археологии Института материальной культуры, которая располагалась в Познани. В 1959 году был избран почётным профессором Познанского университета и в 1960 году — назначен руководителем кафедры археологии Познанского университета.
Скончался 18 ноября 1965 года в Познани.
Отец польского профессора археологии Ганны Кочки-Кренц (род. 1947).

## Награды
- Золотой Крест Заслуги (1937).